# Майбалык (озеро, Жамбылский район)
Майбалык (каз. Майбалық) — озеро в Жамбылском районе Северо-Казахстанской области Казахстана. Находится к западу от села Май-Балык.
По данным топографической съёмки 1940-х годов, площадь поверхности озера составляет 1,61 км². Наибольшая длина озера — 1,7 км, наибольшая ширина — 1,3 км. Длина береговой линии составляет 5 км, развитие береговой линии — 1,1. Озеро расположено на высоте 152,7 м над уровнем моря.
По данным обследования 1957 года, площадь поверхности озера составляет 1,9 км². Максимальная глубина — 3 м, объём водной массы — 4,2 млн. м³, общая площадь водосбора — 16,6 км².